# Ana Karić
Ana Karić (Perušić, 13. svibnja 1941. – Zagreb, 9. listopada 2014.), bila je hrvatska filmska, kazališna i televizijska glumica.

## Životopis
Rodila se u Perušiću. Školovala se u Zagrebu gdje je 1963. završila Akademiju za kazališnu umjetnost.

### Glumačka karijera
Glumila je uloge raskošnih pučkih ljepotica te poslije likove otmjenih senzualnih žena. Glumila je lakomislenu činovnicu, privlačnu turistkinju, razočarane intelektualke, seljanke, gradske žene. Glumila je u filmovima poznatih hrvatskih redatelja Ante Babaje, Nikole Tanhofera, Zvonimira Berkovića, Krste Papića i dr. Nešto su joj manje brojne uloge u televizijskim filmovima (Adam i Eva). U kazalištu je glumila u Teatru u gostima.

## Nagrade i priznanja
Dobila je nagradu hrvatskog glumišta za glumačko ostvarenje u radio drami za 2004./05. Godine 2010. dobila je nagradu Fabijan Šovagović za veliki doprinos hrvatskom filmu.

## Filmografija

### Televizijske uloge
- "Na terapiji" kao psihologinja Ana (2013.)
- "Naša mala klinika" kao gospođa Diamante (2005.)
- "Crna kronika" kao Hana (2004.)
- "Tražim srodnu dušu" kao gospođa Marijeta (1990.)
- "Punom parom" kao Cica (1978. – 1980.)
- "Nikola Tesla" kao Flora Dodge (1977.)
- "Čast mi je pozvati vas" kao Ana (1976.)
- "Opasni susreti" (1973.)
- "Ljubav na bračni način" (1970.)
- "Fiškal" kao Karolina (1970.)
- "Pod novim krovovima" (1969.)
- "Maratonci" (1968.)

### Filmske uloge
- "Noćni brodovi" kao Helena (2012.)
- "Probe" kao glumica (2008.)
- "Ono sve što znaš o meni" kao Ana (2005.)
- "Infekcija" kao gospođa Rudolf (2003.)
- "Ruka na ramenu" kao Ana (1997.)
- "Rusko meso" kao gospođa koja unajmi Suzanu (1997.)
- "Pont Neuf" kao Madame Blanche (1997.)
- "Roktanje intelektualnih krmača ili Europa danas" (1993.)
- "Vozačka dozvola" (1992.)
- "Čaruga" kao Pilence (1991.)
- "Krhotine – Kronika jednog nestajanja" kao Ana Mandić (1991.)
- "Donator" kao Roza Slomović (1989.)
- "Nježne prevare" (1988.)
- "Eksperiment profesora Hinčića" kao Hinčićeva majka (1988.)
- "Samoubojica" kao Melita (1985.)
- "Sitne igre" (1981.)
- "Tajna Nikole Tesle" (1980.)
- "Živi bili pa vidjeli" kao Marta Sečan (1979.)
- "Oko" kao Vanda (1978.)
- "Samac" kao Ana (1976.)
- "Kuća" kao Tereza (1975.)
- "Doktor Mladen" kao doktorova supruga (1975.)
- "U vremenu rasta" (1975.)
- "Veseo i živahan" (1973.)
- "Seoba duša" (1973.)
- "Mreže" kao Stana (1972.)
- "Putovanje na mjesto nesreće" kao Jelena (1971.)
- "Bablje ljeto" (1970.)
- "Neka daleka svjetlost" (1969.)
- "Slučajni život" kao Iva (1969.)
- "Ožiljak" kao Blanka (1969.)
- "Adam i Eva" kao Eva (1969.)
- "Žur u Magdelandu" (1968.)
- "Rastrgani" (1968.)
- "Negdje na kraju" (1968.)
- "Agent iz Vaduza" (1968.)
- "Sezona poljubaca" (1968.)
- "Podnevna pauza" (1967.)
- "Kroz šibe" (1967.)
- "Sjećanje" (1967.)
- "Pedeseti rođendan" (1966.)
- "Nastavak slijedi" (1966.)
- "Apel" (1965.)
- "Dolutali metak" (1964.)
- "Pred svakim pragom" (1964.)
- "Radopolje" kao Jana (1963.)
- "U sukobu" kao Vera (1963.)
- "Usnuli ratnik" (1963.)
- "Pustolov pred vratima" kao Agneza (1961.)
- "Carevo novo ruho" kao Verginija (1961.)

## Vanjske poveznice
- IMDb: Ana Karić